# Panthera onca paraguensis
Panthera onca paraguensis es una subespecie del yaguareté (Panthera onca) Que actualmente se encuentra en peligro de extinción.

## Distribución y estado
Su distribución histórica comprendía desde el sur de Brasil (sur de Mato Grosso y São Paulo) hasta Paraguay, Sur este de Bolivia y parte del Uruguay. Sin embargo, aunque fue exterminado en Uruguay a principios del siglo XX no se puede considerar extinto en este país, ya que fue registrado en Rocha, este del país, en 2010.
Es probable que en Uruguay no exista una población estable, sino ejemplares en tránsito que entran y salen.
Desde 2011, no obstante, han existido otros reportes sin documentar en Uruguay, en la isla del Padre, Rocha; y en los montes del Queguay, Paysandú. 
En las pampas centrales de Argentina fue exterminado hacia 1925.
Hoy en día sólo quedan algunas poblaciones aisladas en el norte de Argentina, Bolivia y Paraguay. El motivo de su peligro de extinción fue que durante siglos se comercializó su piel que era exportada a otros países para la creación de prendas de vestir, aparte de la destrucción de su hábitat y la caza furtiva de animales provocó su peligro de extinción que actualmente se mantiene.
Durante 2022, en Corrientes (Argentina), se pudo facilitar el nacimiento en total libertad de cachorros después de 70 años de extinción en la zona de Iberá.